# Desmopresina
La desmopresina es un medicamento sintético que tiene un efecto similar a la hormona antidiurética o vasopresina, comercializado en Colombia por Abbott bajo la marca Genopresin (R), la cual es producida de forma natural por la hipófisis y tiene como acción principal disminuir la eliminación de agua a través del riñón. Este medicamento se emplea para el tratamiento de la diabetes insípida, la hemofilia y la enuresis nocturna y, a pesar de ser un análogo de la vasopresina, no actúa sobre los receptores V1, responsables de la acción vasoconstrictora, por tanto su efecto sobre los vasos sanguíneos es prácticamente despreciable.

## Química
La desmopresina resulta de la modificación de la hormona antidiurética o vasopresina, la cual es una hormona polipeptídica formada por una cadena de 9 aminoácidos. Para obtener el medicamento se eliminó un grupo amino en el primer aminoácido y se realizó una modificación en la arginina, que es el amonoácido situado en la posición 8, el cual adoptó la forma dextro en lugar de la levo.

## Mecanismo de acción
La desmopresina actúa sobre el tubúlo colector renal mediante la unión a receptores V2, los cuales producen la translocación de los canales de acuaporina 2 a través de vesículas citosólicas de la membrana apical de los tubos colectores. La presencia de estos canales de acuaporina en la nefrona distal provoca el aumento de la reabsorción de agua de la orina, que se redistribuye pasivamente desde la nefrona a la circulación sistémica. De esta forma se logra el objetivo principal que es disminuir la cantidad de agua que se elimina a través de la orina.
La desmopresina también produce la liberación de factor de von Willebrand, que es una glicoproteína que interviene en la hemostasia, al estimular los receptores V2 del endotelio celular. A diferencia de la vasopresina este medicamento tiene poco efecto sobre la presión arterial porque no estimula la liberación de ACTH, que es una hormona que aumenta indirectamente la capacidad de respuesta de los receptores alfa-1 en el músculo liso de los vasos sanguíneos, lo que genera aumento de tono de los vasos y de la presión arterial.
Debido a sus caractaracterísticas bioquímicas la desmopresina se degrada más lentamente que la vasopresina por lo que su administración es menos frecuente.

## Usos en medicina

### Enuresis nocturna
La desmopresina se usa en el tratamiento de los niños que se orinan en la cama durante la noche, después de los 5 años de edad; lo que se ha señalado que causa alteraciones psicológicas y de adaptación social. Para el tratamiento de esta patología se ha usado la desmopresina, antes de acostarse, en forma de acetato para administración oral o en forma de Melt, que es una tableta que se coloca en la lengua y se disuelve inmediatamente, sin la necesidad de ingerir líquidos; con lo que se ha señalado una mejor adherencia al tratamiento y por lo tanto, una mayor eficacia. Los niños que toman desmopresina tienen 2,2 menos noches con enuresis a la semana, y son 4,5 veces más propensos a dormir sin ninguna interrupción, en comparación con el placebo.
Para el tratamiento de esta patología, no se recomienda el uso de la desmopresina en forma de aerosoles nasales porque se han señalado casos de hiponatremia severa, que es la disminución de los niveles de sodio en sangre, que puede generar convulsiones.

### Nicturia
La desmopresina tiene beneficio en los adultos que tienen problemas al levantarse para orinar más de 2 veces durante la noche (conocido como nicturia), porque favorece la disminución de micciones durante la noche y hace que el individuo tenga un sueño más reparador. Sin embargo, no se recomienda su uso en mayores de 75 años, por aumento de la posibilidad de hiponatremia.

### Uso en los trastornos de la coagulación de la sangre
La desmopresina tiene la propiedad de elevar entre 2 y 5 veces el nivel de factor de coagulación VIII en sangre, muy probablemente por favorecer su liberación desde los lugares que el organismo utiliza para almacenar esta sustancia. Por ello se utiliza tanto en el tratamiento de la hemofilia A, como en la enfermedad de von Willebrand.
La desmopresina se puede utilizar para promover la liberación de factor de von Willebrand (con el consiguiente aumento de factor de supervivencia VIII secundario al complejo vWF) en pacientes con trastornos en coagulación, tales como la enfermedad de von Willebrand, la hemofilia A leve (deficiencia de factor VIII) y trombocitopenia. De la misma manera se puede utilizar en pacientes con uremia inducida por disfunción plaquetaria. No es eficaz en el tratamiento de la hemofilia B (deficiencia de factor IX) o hemofilia A severa.

### Diabetes insípida
La desmopresina también se utiliza en el tratamiento de diabetes insípida central (DI), para reemplazar ADH endógena que no se produce en el sistema nervioso central en pacientes con este trastorno (disminución de la producción de ADH por parte de la hipófisis). También se utiliza en el estudio diagnóstico para la diabetes insípida, con el fin de distinguir la que se origina en el sistema nervioso central de la que se origina en el riñón.

## Efectos secundarios, convulsiones
Las agencias reguladoras de medicamentos, como la FDA, han señalado que el uso de desmopresina se pueden considera seguro para el tratamiento de la enuresis nocturna, siempre y cuando el paciente este sano. En caso de que se presenten vómitos severos, diarrea, fiebre, gripe o resfriado severo se debe suspender el uso del medicamento por el peligro de hiponatremia. Los pacientes también deben ser muy cautelosos cuando vayan a tomar la desmopresina si el clima es muy cálido o después del ejercicio extenuante, debido a que en estas condiciones, también puede aparecer un desequilibrio en el balance normal de sal y agua del cuerpo humano. Si los niveles de sodio llegan a ser demasiado bajos (hiponatremia) —ya sea como resultado de una mayor asimilación de agua o la reducción de los niveles de sal— una persona puede tener convulsiones y, en casos extremos, pueden morir.